# Яйтанс, Грег
Грег Яйтанс (англ. Greg Yaitanes; род. 18 июня 1970, Уэлсли, Массачусетс) — американский режиссёр кино и телевидения. Он также является бизнес-ангелом в Твиттере.
Грег Яйтанс, лауреат премии «Эмми» и режиссёр кино и телевидения, один из самых узнаваемых режиссёров в Голливуде, снимающий самые известные шоу, включая сериалы «Схватка», «Остаться в живых», «Побег» «Герои» и «Анатомия страсти». Лауреат премии «Эмми» (2008) за работу над сериалом «Доктор Хаус».

## Биография
Яйтанс родился и вырос в Уэлсли, штат Массачусетс. Американец греческого происхождения. В 18 лет Яйтанс переехал в Лос-Анджелес, где окончил киношколу Университета Южной Калифорнии. К 23 годам он сделал свой режиссёрский дебют. Яйтанс был таким настойчивым, что он однажды ждал семь часов ради 10-минутной встречи с кинопродюсером боевиков Джоэлом Сильвером. После показа работы Яйтанса Сильвер подписал с ним контракт на второй полнометражный фильм. С тех пор творческий талант и стремление Яйтанса привели его к успешной карьере в режиссёрском кресле на телевидении.

## Избранная режиссёрская карьера
- Банши / Banshee (2013)
  - Pilot (2013)
  - Half Deaf Is Better Than All Dead (2013)
  - We Shall Live Forever (2013)
  - Little Fish (2014)
  - The Thunder Man (2014)
  - Homecoming (2014)
- Схватка / Damages (2007, 2009)
  - Jesus, Mary & Joe Cocker (2007)
  - A Pretty Girl in a Leotard (2009)
- Остаться в живых / Lost (2004—2005, 2009)
  - Это наш ты / He’s Our You (2009)
  - Особенный / Special (2005)
  - Уединение / Solitary (2004)
- Доктор Хаус / House (2004—2012)
  - Никто не виноват / Nobody’s Fault (2012)
  - Гром среди ясного неба / Bombshells (2011)
  - Две истории / Two Stories (2011)
  - Маленькие жертвы / Small Sacrifices (2011)
  - Незапланированное родительство / Unplanned Parenthood (2011)
  - Неизданное / Unwritten (2011)
  - Что теперь? / Now What? (2011)
  - Чёрная дыра / Black Hole (2010)
  - Помоги мне / Help Me (2010)
  - Открыть и закрыть / Open and Shut (2010)
  - Счастье в неведении / Ignorance Is Bliss (2009)
  - Известные неизвестные / Known Unknowns (2009)
  - Карма в действии / Instant Karma (2009)
  - Полный провал / Epic Fail (2009)
  - Обе половинки вместе / Both Sides Now (2009)
  - Хаус разделённый / House Devided (2009)
  - Простое объяснение / Simple Explanation (2009)
  - Неверующий / Unfaithful (2009)
  - Зуд / The Itch (2008)
  - Везучая Тринадцатая / Lucky Thirteen (2008)
  - Голова Хауса / House’s Head (2008)
  - Не будите спящую собаку / Sleeping Dogs Lie (2006)
  - Папенькин сынок / Daddy’s Boy (2005)
  - Будь ты проклят, если сделаешь это / Damned If You Do (2004)
- Герои / Heroes (2007—2009)
  - Зимняя стужа / Cold Snap (2009)
  - Совсем скоро / It’s Coming (2008)
  - Предостережения / Cautionary Tales (2007)
- Анатомия страсти / Grey’s Anatomy (2007)
  - Шесть дней, части 1 и 2 / Six Days, Parts 1 & 2 (2007)
- Побег / Prison Break (2006, 2008)
  - Выход — внизу / Under and Out (2008)
  - Братская забота / Brother’s Keeper (2006)
  - Большой Буз / Bolshoi Booze (2006)
- Женщина-президент / Commander in Chief (2006)
- Кости / Bones (2005—2006)
  - Женщина в аэропорту / The Woman at the Airport (2006)
  - Мужчина в бомбоубежище / The Man in the Fallout Shelter (2005)
  - Пилот / Pilot (2005)
- C.S.I.: Место преступления Нью-Йорк / CSY: NY (2005)
- Части тела / Nip/Tuck (2005)
  - Мэдисон Берг / Madison Berg (2005)
- Шпионка / Alias (2005)
  - Другой мистер Слоан / Another Mister Sloane (2005)
- Дети Дюны / Frank Herbert’s Children of Dune (2003)
- Лас-Вегас / Las Vegas (2003—2004)
- Детектив Раш / Cold Case (2003—2004)
- C.S.I.: Место преступления Майами / CSI: Miami (2002—2005)